# Яцек Протасевич
Яцек Протасевич (пол. Jacek Protasiewicz; нар. 5 червня 1967, Бжег, Польська Народна Республіка) — депутат Європарламенту від Польщі (2004—2014). Віце-президент Європейського парламенту з 17 січня 2012.

## Біографічна довідка
Закінчив Вроцлавський університет, де вивчав польську мову та літературу; працював в органах місцевого самоврядування. Був членом Ліберально-демократичного конгресу (до 1994), Союзу свободи (Unia Wolności; 1994–2001); після заснування Громадянської платформи в 2001 році став її членом. У 2001 році обраний до Сейму Польщі. На виборах 2004 року обраний до Європарламенту, на виборах 2009 року переобраний. Протасевич очолював постійну комісію Європарламенту по відносинах з Республікою Білорусь і був постійним членом комісій з громадянських свобод, юстиції і внутрішніх справ, а також з прав людини.